# Mayahi
Mayahi – miasto w Nigrze, regionie Maradi, w departamencie Mayahi. Według danych szacunkowych na rok 2013 liczy 43 208 mieszkańców.